# Abbeville, South Carolina
Abbeville är administrativ huvudort i Abbeville County i South Carolina. En fransk bosättare gav orten namnet efter sin hemstad. Abbeville hade 5 237 invånare enligt 2010 års folkräkning.